# Sava Sekulić
Pour les articles homonymes, voir Sekulić.
Sava Sekulić, en serbe cyrillique Сава Секулић (né le 11 mai 1902 à Blišine - mort le  26 janvier 1989 à Belgrade), était un peintre naïf serbo-croate.

## Biographie
Sava Sekulić perd son père à l'âge de dix ans. Le peintre nous rapporte lui-même les dernières paroles paternelles : « Apprends par toi-même, dessine et écris avec une pierre dans la main ». Au cours de la Première Guerre mondiale, engagé sur le front austro-italien, il est blessé et perd un œil. Il commence à peindre en 1932, mais ne se livrera à plein temps à cette activité artistique qu'en 1962, au moment où il prendra sa retraite.

## Œuvre
Sava Sekulić a commencé à peindre dans un style très réaliste les paysages et les personnages de sa région natale. Il a évolué par la suite vers des compositions où l'imagination joue un rôle beaucoup plus grand. Parmi ses créations, on peut citer Jabucilo et Momcilo (1974), une toile conservée au Musée d'Art naïf de Jagodina ou encore Genoux et coudes (1979) et Les Musiciens (1986), deux œuvres exposées à la Galerie St Étienne de New York. Caractéristique d'une veine à la fois naïve dans le style et imaginaire dans la conception, on peut citer Napoléon et ses filles (1974) ou encore Napoléon et ses généraux, une toile conservée au Musée croate d'Art Naïf.

## Expositions
Sava Sekulić a exposé individuellement à Belgrade, Zagreb, Munich, Aranđelovac, Paris, Cologne, Jagodina, etc..
- 1969 Sava Sekulić, Duro Salaj Gallery, Belgrade, Serbie
- 1976 Sava Sekulić, Musée croate d'Art naïf, Zagreb, Croatie
- 1984 Sava Sekulić, Charlotte Galerie für Naive Kunst und Art Brut, Munich, Allemagne
- 1988 Sava Sekulić, Galerie Susanne Zander, Cologne, Allemagne
- 1992 Sava Sekulic, Galerie Rudolf Zwirner, Cologne, Allemagne
- 2003 Sava Sekulić, Museum of Naïve and Marginal Art, Jagodina, Serbie
- 2004 Sava Sekulić, Gallery of Contemporary Art, Niš, Serbie
- 2015 CCC – Sava Sekulić Self-Taught, Zander Collection, Bönnigheim, Allemagne
- 2021 Von Sava zu Sava. Sava Sekulić, Galerie Michael Haas, Berlin, Allemagne